# Asplenium ebenoides
Asplenium ebenoides är en svartbräkenväxtart som beskrevs av R. B. Scott. Asplenium ebenoides ingår i släktet Asplenium och familjen Aspleniaceae. Inga underarter finns listade.